# La Chaise-Baudouin
La Chaise-Baudouin é uma comuna francesa na região administrativa da Normandia, no departamento Mancha. Estende-se por uma área de 12,19 km². Em 2010 a comuna tinha 477 habitantes (densidade: 39,1 hab./km²).